# Kelermesskaja

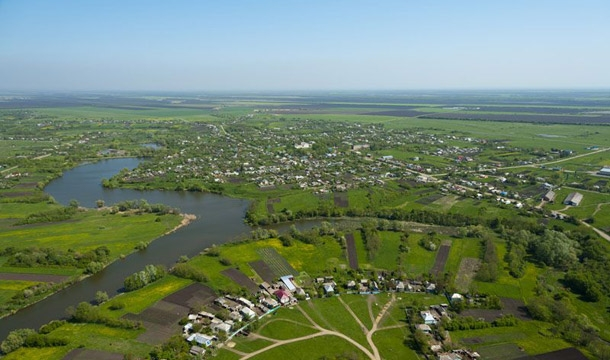
Blick über Kelermesskaja

Kelermesskaja (russisch Келермесская) ist ein Dorf (staniza) in Südrussland. Es gehört zur Republik  Adygeja und hat 2856 Einwohner (Stand 2019). Im Ort gibt es 26 Straßen.
In der Nähe befinden sich Kurgane, in denen Andrei Alexejew und Ljudmila Galanina archäologische Funde majotischer und skythischer Herkunft entdeckten.

## Geographie
Das Dorf im Süden des Giaginski rajon, 6 km südöstlich des Dorfes Sergijewskoje, 4 km südöstlich des Dorfes Giaginskaja und 16 km nördlich der Stadt Maikop. Giaginskaja, Lesnoi, Wladimirowskoje, Kalinin, Kossinow und Tscherjomuschkin sind die nächsten Siedlungen.